# Маззи возвращается
Маззи возвращается (англ. Muzzy Comes Back) — мультипликационный телекурс английского языка для детей, созданный телеканалом BBC, как способ преподавания английского языка как второго языка. По сути, это сегментированный мультфильм с анимационными обучающими вставками, которые в простой, ненавязчивой форме знакомят зрителей с азами английского языка. Является продолжением цикла Маззи в Гондоленде. В России транслировался на канале ТНТ.

## Персонажи
- Маззи (Muzzy) — огромный зелёный пришелец, похожий и на медведя, и на снежного человека, питающийся часами и другими электромеханическими устройствами и не переносящий земную еду (озв. Jack May).
- Боб (Bob) — мышь — садовник при королевском дворце, ходит в красной шапочке, синей рубашке, белом фартуке и сиреневых штанах, муж Сильвии (озв. Derek Griffiths).
- Сильвия (Sylvia) — крыса — принцесса Гондоландии, одета в оранжевое платье (озв. Susan Sheridan).
- Король Гондоландии (King of Gondoland) — лев, одет в синюю мантию с двумя золотыми полосами по центру, занимается физкультурой (озв. Willie Rushton).
- Королева Гондоландии (Queen of Gondoland) — крыса, жёлтая корона, одета в розово-фиолетовое платье и с грузным весом, умеет водить машину (озв. Мириам Маргулис).
- Корвакс (Corvax) — зеленокожий и длинноносый тролль — главный злодей сериала, придворный учёный, носит чёрную мантию и золотой шлем (озв. Derek Griffiths).
- Тимбо (Thimbo) — бульдог — второстепенный злодей сериала, бывший заключённый, помощник-рецидивист Корвакса (озв. Peter Johns).
- Норман (Norman) — человечек, фигурирующий в обучающих вставках как главное действующее лицо, имеющий свою жену (озв. Бенджамином Уитроу).
- Аманда (Amanda) — крысёнка — дочь Боба и Сильвии, похищена Корваксом и Тимбо, кусается (озв. Susan Sheridan). На ногах Аманды пять пальцев, и есть большое сходство с человеческой пяткой.

## Сюжет
С момента прошлого мультфильма прошёл 1 год. Корвакс разжалован в придворного повара. У Сильвии и Боба родилась дочь Аманда.
Тем временем в Гондоландию возвращается Маззи на своей летающей тарелке. Все жители страны приветствуют инопланетянина и презентуют ему «секрет» — дочь Боба и Сильвии, которая всех кусает. Корвакс же занимается приготовлением огромнейшего торта для вечеринки и изобретает приборы невидимости. В помощь Корваксу полиция приглашает вора-рецидивиста Тимбо, освобождённого условно-досрочно.
Во время вечеринки в честь наследницы Корвакс и Тимбо придумывают хитроумный план по похищению Аманды. Они становятся невидимками, выхватывают Аманду из рук Сильвии и сбегают на большой королевской моторной лодке (капитаном был Тимбо). Друзья отправляются по следам бандитов.
По пути Корвакс пересказывает Тимбо сюжет первого фильма (так выясняется, что побудило Корвакса и Тимбо похитить Аманду — месть Бобу за то, что Сильвия вышла замуж за него). Аманде же удаётся остановить лодку, выдернув пробку из корпуса. Когда вода из реки начала топить лодку, Тимбо спасает ребёнка и корзину с её вещами, включая почти утонувшего и промокшего насквозь Корвакса. Никто не заметил, что Аманда утопила прибор невидимости Тимбо в реке. На суше Тимбо отчитывает Аманду за то, что она «помешала» им с Корваксом, затем все уходят.
Тем временем Маззи, Боб и Сильвия плыли на старой лодке, поскольку новая королевская была угнана Корваксом и Тимбо. В пути Маззи проголодался, но у друзей не было часов для пришельца. Позднее троица обнаруживает почти утонувшую угнанную лодку, но никого там не было. Выбравшись на берег, друзья стали размышлять, куда направляются бандиты, но к сожалению, Маззи падает в обморок от голода. Сильвия остаётся с Маззи, а Боб уходит добывать питание и чёрный ящик для гиганта. Корвакс и Тимбо же видят перед собой шоссе и решают замаскироваться, чтобы одна из машин подвезла их к хижине Корвакса. Корвакс переодевается в бабушку Аманды, а Тимбо — в мать. Затем бандиты выходят на обочину. Там их замечает водитель грузовика и подвозит к хижине.
Боб не знает, где приземлилась летающая тарелка, поэтому он звонит королю по таксофону на номер 21100. Король с королевой отправляются к НЛО на своей машине и забирают оттуда всё, о чём просил Боб.
Тем временем Корвакс и Тимбо приехали в хижину, ограждённую высокими скалами. Зайдя внутрь, Корвакс показывает Тимбо устройство хижины. Неожиданно Аманда проголодалась, и Корвакс с помощью своего компьютера готовит для Аманды детскую молочную смесь. Во время приготовления пищи Корвакс не замечает, как упускает свой прибор невидимости.
Маззи же, подкрепившись, использует свой чёрный ящик с целью найти Аманду. Ящик подсказывает, что Аманда пьёт молочную смесь, и что бандиты находятся в хижине за высокими скалами, расположенной в 20 км от обочины. Когда друзья собрались ехать на королевской машине, у Маззи ящик перестал работать, но король его успокаивает, говоря, что можно спросить у какого-нибудь случайного прохожего.
В это время Корвакс учит Аманду говорить плохие слова, но та пускает в него молочную смесь, после чего уползает и останавливается около прибора невидимости. Друзья же (Боб, Сильвия, Король, Королева и Маззи) спрашивают одного мужчину о том, кто такой Корвакс и где он живёт, и тот отвечает, что Корвакс является высоким зеленокожим длинноносым троллем, носящим «весёлые» головные уборы. Когда друзья приехали, Аманда, играясь с прибором невидимости Корвакса, случайно нажимает кнопку и становится невидимой. Король же идёт в хижину, но бандиты мешают ему, и он попадает в ловушку. Друзья спасают короля, и Корваксу приходится пустить всех, кто пришёл, включив при этом радиоприёмник, чтобы никто не слышал Аманду. Маззи останавливает музыку, съев радиоприёмник. Корвакс рассказывает друзьям, что он приезжает в эту хижину «на каникулах».
Позднее все ищут Аманду, но она оказывается на коленях у севшей в кресло королевы. Никто её не видит, тогда Маззи, повесив на крючки бандитов, изобретает ещё один прибор невидимости, с помощью которого делает Аманду видимой. В результате друзья уезжают обратно в королевский дворец, и вечеринка продолжается, а Корвакса и Тимбо увозят на тракторе с прицепом вместе с овцами (выясняется, что случайный мужчина, к которому друзья обращались за помощью — тракторист).